# Vorkstaartnachtzwaluw
De vorkstaartnachtzwaluw (Uropsalis segmentata) is een vogel uit de familie Caprimulgidae (nachtzwaluwen).

## Verspreiding en leefgebied
Deze soort komt voor van Colombia tot centraal Bolivia en telt twee ondersoorten:
- U. s. segmentata: Colombia en Ecuador.
- U. s. kalinowskii: Peru en Bolivia.